# Погром
Погро́м (от громить — «уничтожать, разрушать») — массовые насильственные действия, направленные против какой-либо группы населения по религиозному, национальному, классовому или расовому признаку; побуждаются, как правило, экстремистскими организациями или полицией. Характеризуются физическими нападениями и разрушением домов, предприятий и религиозных зданий. Нередко сопровождаются истязаниями и убийствами, искалечиванием, уничтожением и грабежом имущества, изнасилованиями.
Каждый погром, по определению, форма массовых беспорядков, хотя есть массовые беспорядки, которые не являются погромами. Насильственные действия, которые имеют своей целью и результатом массовые убийства, определяются как резня (бойня, кровавая баня). Термин «погром» применяется, как правило, для обозначения тех же насильственных действий, когда они сопровождаются не только и не столько убийствами, сколько другими преступлениями.
По степени организованности погромы варьируются от стихийных до тщательно подготовленных. В частности, на территории УНР известны случаи, когда до начала погромной активности её координаторы заготавливали братские могилы для захоронения жертв и мешки с негашёной известью.

## Этимология
От глагола громить. Слово вошло во многие европейские языки после получившего известность антиеврейского Кишинёвского погрома. Первоначально использовалось для обозначения массовых нападений на места компактного проживания евреев, но позже стало обозначать подобные действия по отношению к представителям любых меньшинств.
Как пишет Краткая еврейская энциклопедия, объясняя происхождение слова «погром», в новой истории особенное распространение получили еврейские погромы на Юге и Западе России в XIX — начале XX веков. Именно в связи с ними русское слово «погром» вошло в большинство европейских языков.

## Законодательная оценка
В российском уголовном праве термин «погром» употребляется в статье 212 Уголовного кодекса РФ как одно из проявлений массовых беспорядков. При этом под погромом понимается уничтожение или разрушение сооружений, имущества, транспорта, средств связи, которые нередко сопровождаются насилием над людьми, издевательством над ними, совершением убийств, телесных повреждений, изнасилованиями, разбойными нападениями, хищениями и т. п. Аналогичная статья есть и в Уголовном кодексе Грузии.

## Еврейские погромы
Еврейские погромы являются одним из типичных проявлений антисемитизма — идеологии враждебного отношения к евреям.
Первый упоминаемый историками еврейский погром зафиксирован в 38 году н. э. в Александрии. В Средние века крупные погромы происходили в Англии, Германии, Франции, Чехии, Швейцарии и ряде других европейских стран.
В XIX—XX вв. погромы еврейских кварталов чаще всего отмечались в странах мусульманского Востока, на Балканах и на юго-западе Российской империи. Обычно выделяют четыре периода погромов в Российской империи: спорадические погромы 1821—1871 годов, волна 1881—1884 годов (после цареубийства 1881 года), обострения во время революции 1905—1907 годов и во время Гражданской войны.

## Армянские погромы
См. также: Категория:Армянские погромы
Жертвами погромов в Турции и сопредельных тюркоязычных странах в конце XIX и XX вв. нередко становились армяне. Применительно к событиям 1894—1896 гг., повлёкшим многие тысячи жертв, принято вести речь не о погромах, а о резне (напр., Хамидийская резня, Эрзерумская резня), а применительно к событиям 1915 года — о геноциде армян.

## Погромы в России
Помимо еврейских погромов начала XX века, давших название этому явлению, в дореволюционной России известен китайский погром в Благовещенске летом 1900 года. Во время русско-германской войны — в мае 1915 года — в Москве прошел немецкий погром: толпа разоряла магазины, принадлежавшие предпринимателям немецкого происхождения. В частности, выбрасывали рояли из окон 4 этажа музыкального магазина Циммермана на Кузнецком мосту.
В отдельных публикациях на историческую тематику погромом (или разгромом) называют опричное разорение Новгорода в 1569—1570 гг., пограничный конфликт на Кубани в августе 1717 г. и карательную акцию русской армии в Батурине (ноябрь 1708 г.) Ни одно из перечисленных событий не соответствует общепринятому определению погрома.
Погромы в России с 1991 года в основном устраивались националистическими организациями и молодёжными группировками. Направлены против выходцев с Кавказа и республик Средней Азии. 
- В октябре 2001 года более 150 молодых людей, вооружённых железными прутьями, устроили погром на Царицынском рынке. В ходе беспорядков были убиты три иммигранта — граждане Азербайджана, Таджикистана и Индии, и ранены более 30.[9] Ранее, 21 апреля того же года (после дня рождения Адольфа Гитлера) около 200 человек, большая часть которых состояла из молодых националистов в возрасте 15-18 лет, устроила погром на Ясеневском рынке. Используя обрезки металлических труб и камни, молодые люди разгромили около 40 палаток.[10]
- В ночь с 14 на 15 сентября 2002 года в Славянске-на-Кубани (Краснодарский край) толпа из нескольких сот человек громила магазины и рестораны в центре города, принадлежащие армянам, выкрикивая антиармянские и националистические лозунги.[11]
- 7 июля 2002 года в г. Красноармейске Московской области прошли волнения, а также погромы, в ходе которых пострадали более 30 человек, в основном армян. См. Межэтнический конфликт в Красноармейске.
- 04 июня 2005 года в станице Бороздиновская Шелковского района Чеченской республики военнослужащие батальона «Восток» совершили нападение на жителей станицы — этнических аварцев. В ходе погрома было сожжено 4 дома, убит 1 человек, еще 11 увезены нападавшими, об их дальнейшей судьбе ничего не известно.
- В сентябре 2006 года в карельском городе Кондопога прошли беспорядки, приведшие к погрому. См. Массовые беспорядки в Кондопоге (2006).

## Погромы афроамериканцев
В США первой половины XX века жертвами погромов (race riots) становились афроамериканцы. Пик расистских выступлений пришёлся на «красное лето» 1919 года, когда были разгромлены жилье и предприятия негров в городах Чикаго, Детройт, Ноксвилль, Талса, Омаха и др.
Во время Чикагского погрома 1919 года было ранено 537 человек и погибло 38 (из них 23 негра). После расследования «по обвинению в мятеже 11 афроамериканцев были казнены на электрическом стуле и около 70 брошены в тюрьму»; белых же зачинщиков мятежа, по утверждению полиции, не удалось обнаружить и, соответственно, привлечь к ответственности.
Помимо погромов, для США в период расовой сегрегации были характерны локальные атаки на негров, именуемые линчеванием. Так, в 1920 г. американскими властями зарегистрированы 63, в 1921 г. — 59, в 1922 г. — 51 случай линчевания афроамериканцев.

## Погромы во Франции
Парижским погромом называют неоправданно жестокие действия французской полиции по разгону антивоенной демонстрации алжирских эмигрантов в 1961 году. В результате этих событий погибли от 40 до 200 демонстрантов.
В некоторых средствах массовой информации погромами некорректно именовались массовые беспорядки, вспыхнувшие в 2005 году в пригородах Парижа. В беспорядках участвовали в основном иммигранты из стран северной Африки и Ближнего Востока. Сотни машин были сожжены, пострадали десятки человек, в том числе среди полиции. В отличие от настоящих погромов, эти беспорядки не были направлены против группы, отобранной по этническому или конфессиональному признаку.

## Погромы в Грузии
В постсоветской Грузии совершались приверженцами господствующей церкви и радикальных православных сект (таких, как василисты) против осетин (в 1989—1992 гг.), свидетелей Иеговы (в 1999—2003 гг.), а также представителей других религиозных объединений (баптистов, пятидесятников).

## Погромы в Израиле
В 1990-х и 2000-х годах в Израиле и ПНА были нередки случаи погромов, устраиваемых палестинскими националистами по отношению к арабам-христианам и евреям, в особенности — еврейским поселенцам на Западном Берегу реки Иордан. Иногда в таких погромах принимают участие представители израильских леворадикальных движений. Кроме того, несколько раз погромы совершались радикальными представителями ультра-ортодоксального иудаизма против свидетелей Иеговы.

## Погромы в Индии
Со времени раздела Британского раджа на несколько государств в Индии регулярно происходят вспышки насилия, направленные против мусульманского меньшинства и сикхов. Начиная с 1950 года общее число жертв превысило 10 тысяч. По подсчётам индийских властей, только в период с 1968 по 1980 годы было зафиксировано 3949 вспышек массовых беспорядков, в которых погибли 1598 мусульман и 530 индуистов. К наиболее крупным относятся Калькутский погром 1946 года и Гуджаратский погром 2002 года.
После убийства Индиры Ганди в 1984 году по Индии прокатилась волна сикхских погромов, унесшая жизни не менее 8000 человек.